# Puisieux, Pas-de-Calais
Puisieux är en kommun i departementet Pas-de-Calais i regionen Hauts-de-France i norra Frankrike. Kommunen ligger i kantonen Pas-en-Artois som tillhör arrondissementet Arras. År 2022 hade Puisieux 666 invånare.

## Befolkningsutveckling
Antalet invånare i kommunen Puisieux
| Referens: INSEE |